# Briot
Briot ist eine französische Gemeinde mit 297 Einwohnern (Stand 1. Januar 2022) im Département Oise in der Region Hauts-de-France. Die Gemeinde liegt im Arrondissement Beauvais und ist Teil der Communauté de communes de la Picardie Verte und des Kantons Grandvilliers.

## Geographie
Die Gemeinde liegt rund drei Kilometer südsüdwestlich von Grandvilliers. Sie wird im Norden von der Bahnstrecke von Aumale nach Beauvais berührt. Zu Briot gehören der Ortsteil Briot-la-Grange (eine frühere Zisterziensergrangie) im Süden und das Gehöft Les Alleux-Briot im Norden.

## Geschichte
Das Gebiet der Gemeinde gehörte bis zur Französischen Revolution zur Zisterzienserabtei Beaupré. 1910 wurde ein Flugfeld eingerichtet.

## Einwohner
| 1962 | 1968 | 1975 | 1982 | 1990 | 1999 | 2006 | 2011 |
| ---- | ---- | ---- | ---- | ---- | ---- | ---- | ---- |
| 291  | 288  | 269  | 258  | 265  | 262  | 296  | 300  |

## Verwaltung
Bürgermeister (maire) ist seit 2008 Franck Cordier.

## Sehenswürdigkeiten
- Kirche Saint-Mathieu mit Turm aus dem Jahr 1749